# Tiếng Bengal
Tiếng Bengal, cũng được gọi là tiếng Bangla (বাংলা [ˈbaŋla] ⓘ), một ngôn ngữ Ấn-Arya được nói tại Nam Á. Đây là ngôn ngữ chính thức và ngôn ngữ quốc gia của Cộng hòa Nhân dân Bangladesh, và là ngôn ngữ chính thức tại một số bang vùng đông bắc Cộng hòa Ấn Độ, gồm Tây Bengal, Tripura, Assam (thung lũng Barak) và Quần đảo Andaman và Nicobar.
Tiếng Bengal là một ngôn ngữ Ấn-Âu, song cũng được ảnh hưởng bởi nhiều nhóm ngôn ngữ khác tại Nam Á, như các ngôn ngữ Dravida, Nam Á, và Tạng-Miến, tất cả đều đóng góp vào khối từ vựng và một số nét ngữ pháp tiếng Bengal. Ngày nay, tiếng Bengal là ngôn ngữ chính tại Bangladesh và ngôn ngữ phổ biến thứ nhì tại Ấn Độ. Với hơn 210 triệu người nói, tiếng Bengal là ngôn ngữ có số người bản ngữ đông thứ bảy trên thế giới.
Nền văn học tiếng Bengal có lịch sử hàng thế kỷ cộng với di sản văn học dân gian, đã phát triển mạnh mẽ từ thời phục hưng Bengal. Đây là một trong những nền văn học nổi bật và đa dạng nhất châu Á. Cả quốc ca của Bangladesh (Amar Sonar Bangla) và Ấn Độ (Jana Gana Mana) được sáng tác bằng tiếng Bengal. Năm 1952, Phong trào ngôn ngữ Bengal đã thành công trong việc đẩy ngôn ngữ này lên địa vị chính thức tại Lãnh địa Pakistan. Năm 1999, UNESCO công nhận ngày 21 tháng 2 làm Ngày tiếng mẹ đẻ Quốc tế để tưởng nhớ phong trào ngôn ngữ tại Đông Pakistan (tức Bangladesh ngày nay). 

## Lịch sử

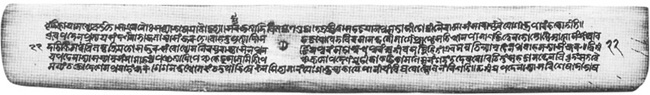
Một trang từ tác phẩm Charyapada (thế kỷ VII)

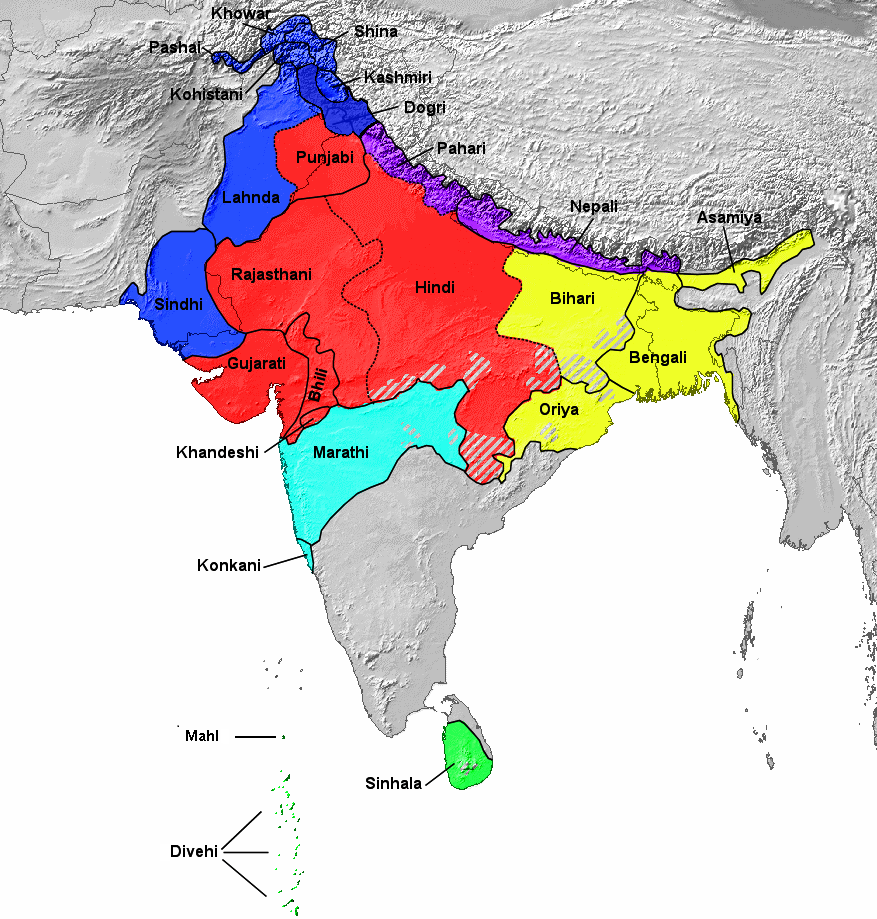
Tiếng Bengal (được tô màu vàng) thuộc về nhóm Đông của các ngôn ngữ Ấn-Iran.

Tương tự các ngôn ngữ Ấn-Arya Đông khác, tiếng Bengal phát triển dựa trên các phương ngữ Ấn-Arya Trung của tiểu lục địa Ấn Độ. Hai ngôn ngữ nói sớm nhất được ghi nhận tại đây là Magadhi Prakrit và Pali, về sau phát triển thành Jain Prakrit hay Ardhamagadhi ở đầu thiên niên kỷ thứ nhất. Tiếng Ardhamagadhi dần bị tiếng Apabhraṃśa lấn át vào thời điểm sắp kết thúc của thiên niên kỷ thứ nhất. Sau đó, thứ tiếng Apabhraṃśa ở miền đông Ấn Độ - tức tiếng Purvi Apabhraṃśa hay Abahatta - phát triển trở thành các phương ngữ địa phương, sau chia thành ba nhóm: nhóm ngôn ngữ Assam-Bengal, nhóm ngôn ngữ Bihar và nhóm ngôn ngữ Oriya. Một số người cho rằng sự phân chia này thực chất diễn ra còn sớm hơn nữa, vào khoảng năm 500;; tuy nhiên vào lúc đó ngôn ngữ chưa ổn định: có nhiều biến thể cùng tồn tại song song và người ta dùng nhiều phương ngữ khi viết. Chẳng hạn, tiếng Magadhi Prakrit được cho là đã phát triển thành tiếng Abahatta vào khoảng thế kỷ VI, đồng thời trở thành lực lượng cạnh tranh với tổ tiên của tiếng Bengal trong một giai đoạn lịch sử.
Thường thì người ta phân chia lịch sử tiếng Bengal như sau:
1. Tiếng Bengal cổ (900/1000–1400): chữ viết và ngôn ngữ trong giai đoạn này chịu ảnh hưởng chủ yếu của tiếng Kampura (chữ viết là Kamrupa Prakrit), do cả vùng Assam, Bengal cùng nhiều vùng của Bihar và Orissa đều nằm dưới sự kiểm soát của Vương quốc Kamarupa (nay gọi là Assam).
2. Tiếng Bengal trung đại (1400–1800): chịu ảnh hưởng của tiếng Ba Tư. Một số học giả chia nhỏ giai đoạn này thành Bengal trung đại sớm và Bengal trung đại muộn.
3. Tiếng Bengal mới (kể từ 1800)

Trong lịch sử, tiếng Bengal chịu ảnh hưởng nặng từ Pali và Prakrit. Ngoài ra, nó ngày một bị ảnh hương bởi tiếng Phạn trong giai đoạn Bengal Trung đại và giai đoạn Bengal phục hưng. Ngày nay, tiếng Bengal - cũng như tiếng Oriya và tiếng Assam - đều có một cơ số từ vựng tiếng Pali/Phạn lớn.
Cần lưu ý rằng về cơ bản thì tiếng Hindi nói và tiếng Urdu nói là giống nhau. Tuy nhiên, dạng tiêu chuẩn dùng trong văn viết của tiếng Hindi ngày này sử dụng rất nhiều từ vựng thu nhận từ tiếng Phạn, trong khi dạng viết của tiếng Urdu lại mượn nhiều từ vựng từ tiếng Ả Rập và tiếng Ba Tư.
Mãi tận thế kỷ XVIII vẫn chưa có tài liệu nào ghi chép ngữ pháp tiếng Bengal. Quyển sách đầu tiên dưới dạng từ điển/sách ngữ pháp về tiếng Bengal là cuốn Vocabolario em idioma Bengalla, e Portuguez dividido em duas partes của nhà truyền giáo người Bồ Đào Nhà là Manuel da Assumpção, viết từ 1734 đến 1742. Nhà ngữ văn học người Anh là Nathaniel Brassey Halhed có sách A Grammar of the Bengal Language (1778) viết về ngữ pháp tiếng Bengal. Ram Mohan Roy - nhà cải cách người Bengal - cũng viết cuốn Grammar of the Bengali Language (1832).
Trong giai đoạn này, Choltibhasha phát triển từ Shadhubhasha và trở thành dạng chữ dùng để viết tiếng Bengal.
Giai đoạn 1951-52, tiếng Bengal là tâm điểm của Phong trào ngôn ngữ Bengal (ভাষা আন্দোলন Bhasha Andolon) diễn ra tại Đông Bengal (nay là Bangladesh). Mặc dù hầu hết dân số sống ở Đông Bengal đều nói tiếng Bengal, song tiếng Urdu lại được quy định là ngôn ngữ quốc gia duy nhất của Thuộc địa Pakistan. Ngày 21 tháng 2 năm 1952, cảnh sát và quân đội tiến hành đàn áp nhiều sinh viên và nhà hoạt động chính trị tại Đại học Dhaka; ba sinh viên và vài người khác bị giết chết. Năm 1999, UNESCO tuyên bố ngày 21 tháng 2 là Ngày tiếng mẹ đẻ quốc tế nhằm tưởng nhớ những người đã ngã xuống trong phong trào này. Trong một diễn biến khác (Phong trào tiếng Bengal (thung lũng Barak)) xảy ra vào ngày 19 tháng 5 năm 1961, cảnh sát vùng thung lũng Barak ở Assam đã giết chết bảy người biểu tình phản đối luật quy định tiếng Assam là thứ tiếng chính thức.

## Phân bố địa lý

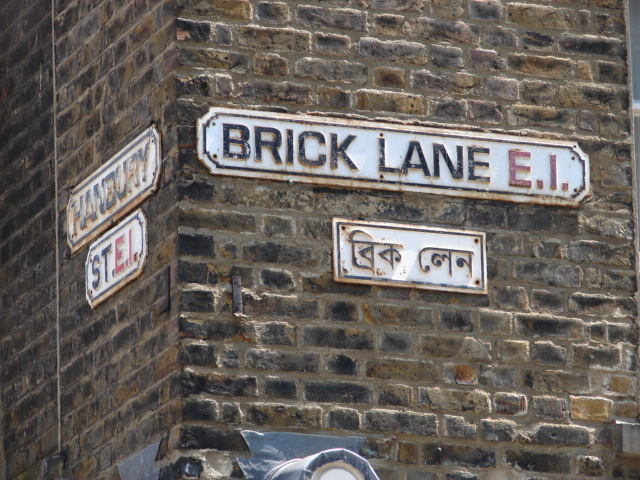
Một biển báo viết bằng chữ Bengal tại Brick Lane (Luân Đôn), nơi có nhiều người Bengal cư ngụ.

Tiếng Bengal là ngôn ngữ chính ở khu vực Bengal, một vùng bao gồm bang Tây Bengal, Tripura, nam Assam (Ấn Độ) và đất nước Bangladesh.
Ngoài ra, nó cũng được nói bởi phần lớn dân cư Quần đảo Andaman và Nicobar. Nhiều người nói tiếng Bengal tại Odisha, Bihar, Jharkhand, Chhattisgarh và Delhi, ở các thành phố như Mumbai, Varanasi, Vrindavan, và một số thành phố khác tại Ấn Độ. Có nhiều cộng đồng kiều dân Bengal tại Trung Đông, Nhật Bản, Hoa Kỳ, Singapore, Malaysia, Maldives, Úc, Canada, Vương quốc Liên hiệp Anh và Bắc Ireland và Ý.

### Tình trạng
Tiếng Bengal là ngôn ngữ quốc gia và ngôn ngữ chính thức của Bangladesh, và là một trong 23 ngôn ngữ có tình trạng chính thức tại Ấn Độ. Đây là ngôn ngữ chính thức tại Tây Bengal, Tripura và thung lũng Barak ở Assam, và là ngôn ngữ thông dụng tại Quần đảo Andaman và Nicobar.
Tiếng Bengal đã là ngôn ngữ chính thức thứ hai tại bang Jharkhand từ tháng 9 năm 2011. Nó cũng là ngôn ngữ được công nhận tại thành phố Karachi, Pakistan.
Quốc ca của cả Bangladesh và Ấn Độ đều được sáng tác bởi tác giả người Bengal Rabindranath Tagore. Năm 2009, đại diện của Bangladesh và Tây Bengal kêu gọi việc đưa tiếng Bengal trở thành một ngôn ngữ chính thức của Liên Hợp Quốc.

## Ngữ âm
Tiếng Bengal chuẩn gồm 29 phụ âm và 7 nguyên âm (chưa tính nguyên âm mũi hóa).
|          | Trước   | Giữa       | Sau     |
| -------- | ------- | ---------- | ------- |
| Đóng     | ই~ঈ i i |            | উ~ঊ u u |
| Nữa đóng | এ e e   |            | ও o o   |
| Gần mở   | অ্যা æ æ  |            | অ ɔ ô   |
| Mở       |         | আ a a \|\| |         |

|          |           | Môi       | Răng/ Chân răng | Quặt lưỡi             | Vòm-chân răng         | Ngạc mềm  | Thanh hầu |
| -------- | --------- | --------- | --------------- | --------------------- | --------------------- | --------- | --------- |
| Mũi      | Mũi       | ম mɔ mô   | ঞ ~ ণ ~ ন nɔ nô | ঞ ~ ণ ~ ন nɔ nô       |                       | ঙ ŋɔ ngô  |           |
| Tắc      | vô thanh  | প pɔ pô   | ত t̪ɔ tô         | ট ʈɔ ṭô               | চ tʃɔ~sɔ chô/sô       | ক kɔ kô   |           |
| Tắc      | bật hơi   | ফ ɸɔ fô   | থ t̪ʰɔ thô       | ঠ ʈʰɔ ṭhô             | ছ tʃʰɔ~ssɔ chhô/ssô   | খ kʰɔ khô |           |
| Tắc      | hữu thanh | ব bɔ bô   | দ d̪ɔ dô         | ড ɖɔ ḍô               | জ ~ য dʒɔ~dzɔ jô ~ zô | গ ɡɔ gô   |           |
| Tắc      | bật hơi   | ভ bʱɔ bhô | ধ d̪ʱɔ dhô       | ঢ ɖʱɔ ḍhô             | ঝ dʒʱɔ jhô            | ঘ ɡʱɔ ghô |           |
| Xát      | Xát       |           | স sɔ sô         |                       | শ ~ ষ ʃɔ shô          |           | হ hɔ hô   |
| Tiếp cận | Tiếp cận  |           | ল lɔ lô         |                       |                       |           |           |
| R        | R         |           | র rɔ rô         | ড় ~ ঢ় ɽɔ~ɽʱɔ rô / rhô |                       |           |           |

## Unicode
| Bảng Unicode chữ Bengal Official Unicode Consortium code chart Version 13.0 |   |   |   |   |   |   |   |   |   |   |   |   |   |   |   |   |
|                                                                             | 0 | 1 | 2 | 3 | 4 | 5 | 6 | 7 | 8 | 9 | A | B | C | D | E | F |
| U+098x                                                                      | ঀ | ঁ  | ং  | ঃ  |   | অ | আ | ই | ঈ | উ | ঊ | ঋ | ঌ |   |   | এ |
| U+099x                                                                      | ঐ |   |   | ও | ঔ | ক | খ | গ | ঘ | ঙ | চ | ছ | জ | ঝ | ঞ | ট |
| U+09Ax                                                                      | ঠ | ড | ঢ | ণ | ত | থ | দ | ধ | ন |   | প | ফ | ব | ভ | ম | য |
| U+09Bx                                                                      | র |   | ল |   |   |   | শ | ষ | স | হ |   |   | ়  | ঽ | া  | ি  |
| U+09Cx                                                                      | ী  | ু  | ূ  | ৃ  | ৄ  |   |   | ে  | ৈ  |   |   | ো  | ৌ  | ্  | ৎ |   |
| U+09Dx                                                                      |   |   |   |   |   |   |   | ৗ  |   |   |   |   | ড় | ঢ় |   | য় |
| U+09Ex                                                                      | ৠ | ৡ | ৢ  | ৣ  |   |   | ০ | ১ | ২ | ৩ | ৪ | ৫ | ৬ | ৭ | ৮ | ৯ |
| U+09Fx                                                                      | ৰ | ৱ | ৲ | ৳ | ৴ | ৵ | ৶ | ৷ | ৸ | ৹ | ৺ | ৻ | ৼ | ৽ | ৾  |   |

### Sách
- Ali, Shaheen Sardar; Rehman, Javaid (2001). Indigenous Peoples and Ethnic Minorities of Pakistan: Constitutional and Legal Perspectives. Routledge. ISBN 0-7007-1159-7.
- Baxter, C (1997). Bangladesh, From a Nation to a State. Westview Press. ISBN 0-8133-3632-5.
- Bhattacharya, T (2000). "Bengali". Trong Gary, J. and Rubino. C. (biên tập). Encyclopedia of World's Languages: Past and Present (Facts About the World's Languages) (PDF). WW Wilson, New York. ISBN 0-8242-0970-2. Bản gốc (PDF) lưu trữ ngày 25 tháng 6 năm 2006. Truy cập ngày 9 tháng 11 năm 2013.
- Keith, Arthur Berriedale (1998). The Sanskrit Drama. Motilal Banarsidass Publ. ISBN 81-208-0977-7.
- Sen, D (1996). "Bengali Language and Literature". International Centre for Bengal Studies, Calcutta. {{Chú thích tạp chí}}: Chú thích magazine cần |magazine= (trợ giúp)
- Shah, Natubhai (1998). Jainism: The World of Conquerors. Sussex Academic Press. ISBN 1-898723-31-1.
- Tagore, Rabindranath; Das, Sisir Kumar (1996). The English Writings of Rabindranath Tagore. Sahitya Akademi. ISBN 81-260-0094-5.
- Wilson, A.J; Dalton, D (1982). The States of South Asia: Problems of National Integration. Essays in Honour of W. H. Morris-Jones. University of Hawaii Press. ISBN 0-8248-1183-6.